# Йосеф Каро
Йосеф бен Ефраїм Каро (івр. יוסף קארו, ісп. José ben Efrén Caro; 1488–1575) — рабин та вчитель єврейського закону XVI століття, автор основоположного кодексу галахічних приписів Шулхан арух.

## Біографія
Народився у сім'ї рабина. Батька звали Ефраїм. Після вигнання з Іспанії у 1492 році сім'я оселилася в Португалії, а після вигнання звідти у 1497 році у Туреччині в Стамбулі. Батько важко переніс переїзд і рано помер і молодий Йосеф переходить під опіку дядька рабе Іцхака Каро. Йосеф рано одружується і поселяється в Адріанаполі (суч. Едірне), де починає писати свою книгу «Бейт Йосеф» — коментарі до книги Якова бен Ашера — «Арбаа турім». Після смерті дружини одружився заново і переселився в Болгарію. У 1536 році переселяється у Цфат, можливо після зупинки в Єгипті. У Цфаті Йосеф зближується з Яковом Бейравом і стає його учнем. У 1538 отримує від свого вчителя першим відновлену сміху (висвячення в сан рабина). Другим став Моше Мітрані. У цей період між рабином Леві Бен-Хавівом — рабином Єрусалима і рабином Яковом Бейравом починається диспут про можливість відновлення сміхи, що закінчився договором про те, що нових мудреців посвячувати в цей сан не будуть. За деякими свідченнями Йосеф Каро встиг скористатися своїм саном, і висвятив деяких своїх учнів.
Йосеф Каро — автор законодавчого кодексу «Шулхан арух». «Шулхан арух» є спрощеною версією праці «Бейт Йосеф» і набув поширення у всіх єврейських громадах. Євреї ашкеназі визнають його з доповненнями рабина Моше Іссерлеса (Рамо), які враховують звичаї ашкеназької громади.
Рабин Йосеф склав також коментарі до праці Маймоніда «Кесеф мішне».
Серед учнів Йосефа Каро: рабин Моше Кордоверо і рабин Моше Альшех.